# Five Live (televisieserie)
Five Live is een Nederlandse televisieserie die sinds 2 oktober 2022 wordt uitgezonden op SBS6. Het is de eerste serie die door Linda de Mol werd bedacht en niet werd geproduceerd door Talpa Fictie.
In januari 2023 werd bekend dat de serie geen vervolg krijgt en verdween deze plotseling van Videoland.Dit had onder andere te maken met de lage kijkcijfers. De serie trok per dag maar 300.000 tot 400.000 kijkers.

## Rolverdeling
Legenda
 = Hoofdrol
 = Bijrol
| Acteur                  | Personage                                     | Afl.         |                            |   |
| ----------------------- | --------------------------------------------- | ------------ | -------------------------- | - |
| Acteur                  | Personage                                     | Linda de Mol | presentatrice Sara Bannink | 8 |
| Waldemar Torenstra      | presentator Roderik van Zuylen                | 8            |                            |   |
| Lies Visschedijk        | eindredacteur Liz Beuker                      | 8            |                            |   |
| Daan Schuurmans         | zenderbaas Flip de Koning                     | 8            |                            |   |
| Abbey Hoes              | stagiaire Honey Molenaar                      | 8            |                            |   |
| Adriaan Laureano        | redacteur David van Eeghen                    | 8            |                            |   |
| Nancy Masaba            | productieleider Shanti Braafheid              | 8            |                            |   |
| Rian Gerritsen          | visagiste Brenda Jutting                      | 8            |                            |   |
| Roeland Fernhout        | manager Pieter Jan "JP" Bredius               | 8            |                            |   |
| Carolien Karthaus-Spoor | booker Vivienne de Later                      | 7            |                            |   |
| Irene Moors             | Ellen Boetzelaer                              | 8            |                            |   |
| Kate Bensdorp           | Roderik en Sara's dochter Olivia van Zuylen   | 7            |                            |   |
| Julius Dekker           | Roderik en Sara's zoon Pieter van Zuylen      | 7            |                            |   |
| Edwin Jonker            | presentator Orlando Boldewijn                 | 3            |                            |   |
| Roos van Erkel          | presentatrice en influencer Charissa Hoekstra | 3            |                            |   |
| Lykele Muus             | Philip Zonderman, werkzaam op de ic           | 3            |                            |   |

## Afleveringen
| Nr. | Datum            | Titel            | Regie             | Scenario                          | Kijkcijfers lineair | Kijkcijfers incl. uitgesteld kijken |
| --- | ---------------- | ---------------- | ----------------- | --------------------------------- | ------------------- | ----------------------------------- |
| 1   | 2 oktober 2022   | De pilot         | Vincent Schuurman | Frank Houtappels en Joan Nederlof | 987.000             | 1.292.000                           |
| 2   | 9 oktober 2022   | Uit coma         | Vincent Schuurman | Frank Houtappels en Joan Nederlof | 793.000             | 1.073.000                           |
| 3   | 16 oktober 2022  | Five days inside | Pollo de Pimentel | Frank Houtappels en Joan Nederlof | 670.000             | 877.000                             |
| 4   | 23 oktober 2022  | De verraders     | Pollo de Pimentel | Frank Houtappels en Joan Nederlof | 329.000             | 557.000                             |
| 5   | 30 oktober 2022  |                  | Pollo de Pimentel | Frank Houtappels en Joan Nederlof | 337.000             | 595.000                             |
| 6   | 6 november 2022  |                  | Pollo de Pimentel | Frank Houtappels en Joan Nederlof | 444.000             | 658.000                             |
| 7   | 13 november 2022 |                  | Vincent Schuurman | Frank Houtappels en Joan Nederlof | 422.000             | 648.000                             |
| 8   | 20 november 2022 |                  | Vincent Schuurman | Frank Houtappels en Joan Nederlof | 390.000             | 608.000                             |